# Ernst Haenchen
Ernst Haenchen (10 de diciembre de 1894 - 30 de abril de 1975) fue un teólogo protestante alemán, profesor y erudito bíblico.

## Vida
Ernst Haenchen creció como el hijo menor de un funcionario del gobierno junto con sus dos hermanos en la ciudad del condado de Prusia Occidental, Czarnikau. En 1914 comenzó a estudiar teología en la Universidad Humboldt de Berlín, que tuvo que interrumpir el mismo año después del estallido de la Primera Guerra Mundial. La pérdida de su pierna derecha como resultado de una lesión de guerra sufrida en 1918 influyó en su carrera posterior. En 1926 completó sus estudios de teología en la Universidad de Tübingen. Renunció a su primer pastorado después de una severa caída como resultado de su discapacidad y decidió dedicarse por completo a la ciencia. Regresó a la Universidad de Tübingen, donde en 1926 comenzó a enseñar como catedrático no numerario de teología sistemática.
En 1928 una enfermedad de tuberculosis lo obligó a trasladarse un total de dos años en Davos, Suiza. Allí conoció a su futura esposa Marguérite Fahrenberger (1905-1990), la hija del sacerdote Davos Johannes Fahrenberger. En 1933, Haenchen fue nombrado profesor titular de teología sistemática en la Universidad de Giessen, donde fue elegido decano de la Facultad de Teología ese mismo año. El 24 de marzo de 1939, se trasladó a la Universidad de Münster, nuevamente a la Cátedra de Teología Sistemática. Después del cierre de la Universidad de Münster en 1944, Ernst Haenchen residió en Davos, Suiza, hasta 1948, para curar su enfermedad de tuberculosis nuevamente. Durante este tiempo, su primer trabajo académico importante, un comentario sobre Hechos de los Apóstoles, que lo hizo pronto conocido en los círculos de teología. El primer trabajo publicado en 1956 se agotó rápidamente y el autor lo actualizó y complementó para las siguientes ediciones hasta su muerte.
Ernst Haenchen fue brevemente miembro de los cristianos alemanes en 1933, pero después del llamado "Rally del Palacio de los Deportes" el 13 de noviembre de 1933, Reinhold Krause, presidente de la Ley de Cristianos Alemanes en el Gran Berlín, declaró el alejamiento del cristianismo alemán de sus raíces judías, por lo que le exigió que se fuera nuevamente. El 13 de febrero de 1939 ingresó, pero en el período previo a su nombramiento como profesor titular en la Universidad de Münster perdió nuevamente su cátedra en Münster. No obtuvo su jubilación adecuada hasta 1946. Como profesor emérito, Haenchen continuó enseñando en la Universidad de Münster durante varios años. Poco antes de su muerte, terminó el texto de su segunda obra maestra, publicada póstumamente, un comentario sobre el Evangelio según Juan. Haenchen murió en Münster el 30 de abril de 1995.

## Obras
- Die Frage nach der Gewissheit beim jungen Augustin (Tübinger Studien zur systematischen Theologie ; 1), Stuttgart 1932.
- Volk und Staat in der Lehre der Kirche. In: Volk. Staat. Kirche. Ein Lehrgang der Theologischen Fakultät Gießen. Verlag von Alfred Töpelmann, Gießen 1933.
- Die Botschaft des Thomas-Evangeliums. Theologische Bibliothek Töpelmann ; 6, Berlín 1961.
- Gott und Mensch. Gesammelte Aufsätze. Tübingen 1965.
- Der Weg Jesu. Eine Erklärung des Markus-Evangeliums und der kanonischen Parallelen (Sammlung Töpelmann. 2. Reihe: Theologische Hilfsbücher;6), Berlín 1966 (2. durchges. u. verb. Aufl. 1968).
- Die Bibel und wir. Gesammelte Aufsätze. Zweiter Band, Tübingen 1968, ISBN 3-525-51634-7.
- Die Gnosis. Band I: Zeugnisse der Kirchenväter. Unter Mitwirkung von Ernst Haenchen und Martin Krause eingeleitet, übersetzt und erläutert von Werner Foerster. Zürich 1969 (Nachdruck 1995), ISBN 3-7608-1105-1.
- Die Apostelgeschichte. Kritisch-exegetischer Kommentar über das Neue Testament / begr. von Heinrich August Wilhelm Meyer. Hrsg. von Ferdinand Hahn ; 3, Göttingen 1977 (16. Aufl., 7., durchges. u. verb. Aufl. dieser Neuauslegung), ISBN 3-525-51634-7.
- Das Evangelium nach Thomas / möglichst wortgetreue Übers. von Ernst Haenchen. Neu-Isenburg 1979  ISBN 3-920947-27-4.
- Das Johannesevangelium – ein Kommentar. Aus den nachgelassenen Manuskripten hrsg. von U. Busse mit einem Vorwort von J. M. Robinson. Tübingen 1980, ISBN 3-16-143102-2.
- Ernst Haenchen (1984). «John 2: A Commentary on the Gospel of John, Chapters 7-21».  En Robert W. Funk; Ulrich Busse, eds. Hermeneia (Augsburg Fortress, Publishers). doi:10.2307/j.ctvb9368w.

## Literatura adicional
- Festschrift für Ernst Haenchen zu seinem 70. Geburtstag am 10. Dezember 1964, herausgegeben von Walther Eltester (Zeitschrift für die neutestamentliche Wissenschaft und die Kunde der älteren Kirche / Beihefte ; 30), Berlín 1964.